# امیرآباد اقبال
امیرآباد اقبال، روستایی از توابع بخش مرکزی شهرستان قزوین در استان قزوین ایران است.

## جمعیت
این روستا در دهستان اقبال غربی قرار دارد و براساس سرشماری مرکز آمار ایران در سال ۱۳۸۵، جمعیت آن ۱۰۹ نفر (۲۵خانوار) بوده‌است.